# Prowincja Samut Songkhram
Samut Songkhram (taj. สมุทรสงคราม) – jedna z centralnych prowincji (changwat) Tajlandii. Sąsiaduje z prowincjami Phetchaburi, Ratchaburi i Samut Sakhon. Prowincja leży nad zatoką Tajlandzką. Jest najmniejszą prowincją Tajlandii. Tutaj urodziły się pierwsze bliźnięta syjamskie Chang i Eng Bunker.